# 이은돌
이은돌(?~?)은 조선의 음악가로, 미국의 개신교 선교사들이 들어오기 전인 1881년에 일본에 유학한 최초의 양악 전공자이다. 귀국 후 양악식 악대(밴드) 지도자로서 군악대 설립을 도모하여 한반도 악대문화를 자주적으로 발전시킨 장본인이며, 김옥균·박영효·서재필 등과 함께 갑신정변을 주도한 개화당 핵심인물 중 한 사람으로 그 일로 삶을 마감하였다.